# ديف كاميرون (لاعب هوكي الجليد)
ديف كاميرون هو لاعب هوكي الجليد كندي، ولد في 29 يوليو 1958 في تشارلوت تاون في كندا.

## وصلات خارجية
- ديف كاميرون على موقع دوري الهوكي الوطني (الإنجليزية)
- ديف كاميرون على موقع EliteProspects.com (الإنجليزية)
- ديف كاميرون على موقع HockeyDB.com (الإنجليزية)
- ديف كاميرون على موقع Hockey-Reference.com (الإنجليزية)